# Пелим (Гаринський міський округ)
Пели́м (рос. Пелым) — присілок у складі Гаринського міського округу Свердловської області.
Населення — 78 осіб (2010, 51 у 2002).
Національний склад населення станом на 2002 рік: росіяни — 90 %.